# Brent Celek
(en) Statistiques sur pro-football-reference
Brent Steven Celek, né le 25 janvier 1985 à Cincinnati (Ohio), est un dirigeant Américain de football américain.
Il travaille depuis 2020 en tant que consultant dans le département des opérations relatives au football américain chez les Eagles de Philadelphie.
Auparavant, il a joué au football américain de niveau universitaire pour les Bearcats de Cincinnati dans la NCAA Division I FBS (2003-2006) avant d'être sélectionné en 162e choix global lors du 5e tour de la draft 2007 de la NFL par la franchise des Eagles de Philadelphie. IL y fait toute sa carrière au poste de tight end (2007-2017).
Au terme de la saison 2017, il remporte le Super Bowl LII joué contre les Patriots de la Nouvelle-Angleterre.

## Carrière universitaire
À l'université, Celek joue au football américain pour les Bearcats de Cincinnati. 
Il obtient sa première distinction personnelle avec la récompense Claude Rost (MVP de l'université) et est sélectionné dans la deuxième équipe type de la Big East Conference. 
Ses statistiques lors de ses quatre années universitaires se résument à 14 touchdowns et 91 réceptions pour un gain cumulé de 1 135 yards. 
Avec les Bearcats, il remporte l'Armed Forces Bowl le 23 décembre 2004 et l'International Bowl le 6 janvier 2007

## Carrière professionnelle

### Eagles de Philadelphie

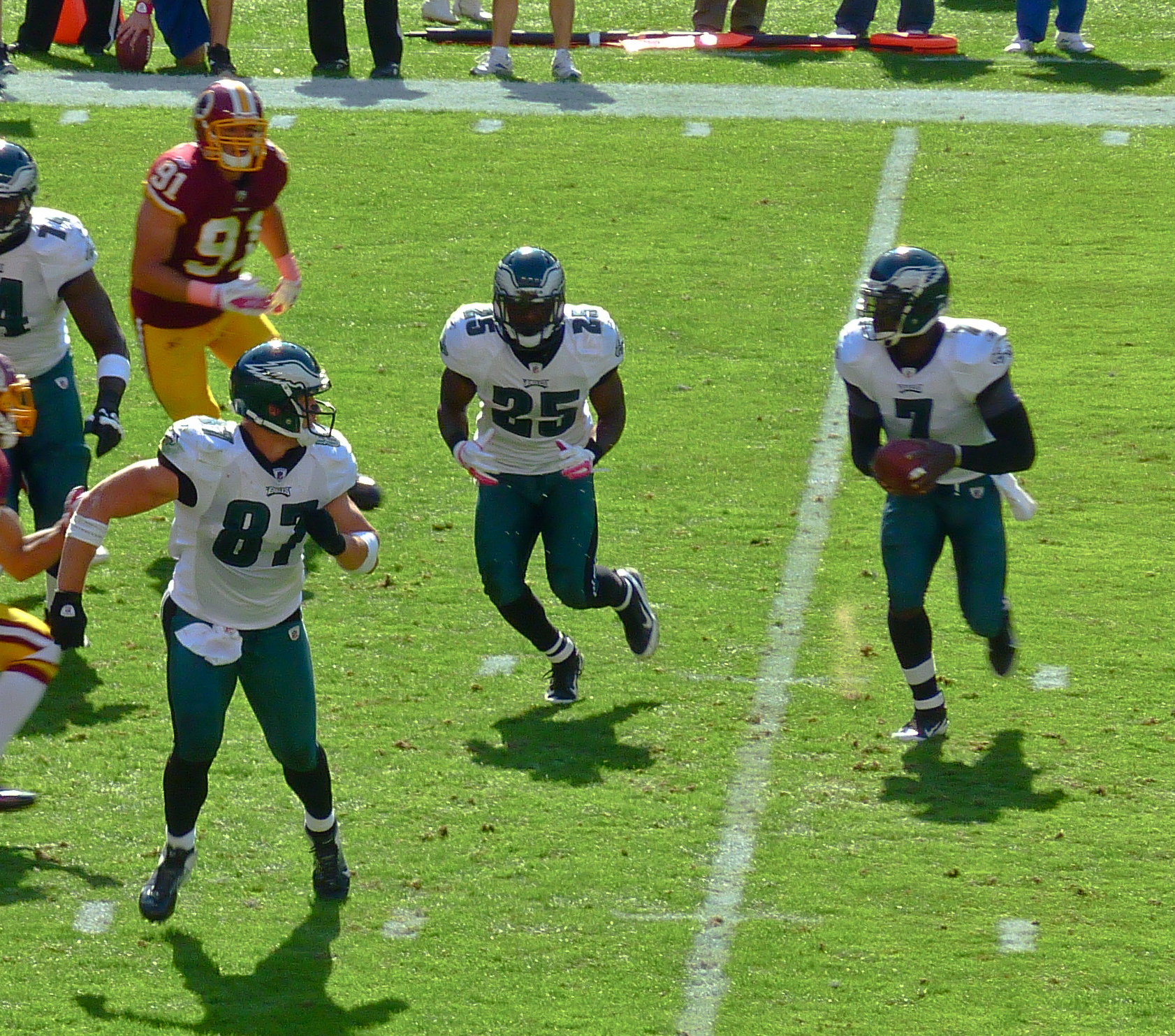
Celek (#87) lors d'un match contre les Redskins de Washington le 16 octobre 2011.

#### Saison 2007
Après ne pas avoir été invité au NFL Scouting Combine de 2007, Celek est sélectionné par les Eagles de Philadelphie en 162e choix global lors du 5e tour de la draft 2007 de la NFL. Il y signe un contrat de quatre ans le 30 mai 2007.

#### Saison 2008
Lors de la 9e semaine de la saison 2008, Celek établi un record de la franchise avec un total de 131 yards à la réception. Il bat également un autre record de la franchise avec 10 réceptions au cours d'un match de playoffs soit la finale de conférence NFC jouée contre les Cardinals de l'Arizona au cours de laquelle il inscrit deux touchdowns. Ses 19 réceptions pendant les playoffs 2008-2009 représentent le troisième meilleur total établi par un tight end .

#### Saison 2009
En 2009, Brent Celek devient titulaire au poste de tight-end des Eagles après le départ de L. J. Smith (en) (devenu agent libre) chez les Ravens de Baltimore.
Après avoir marqué un touchdown en 9e semaine à domicile contre les Cowboys de Dallas, Celek est sanctionné pour une célébration excessive après que son coéquipier Jason Avant (en) lui ait soulevé la jambe imitant la mascotte du rhum de marque Captain Morgan. Il s'agissait en réalité d'une campagne de publicité organisée par l'entreprise. En effet, toutes les poses "Captain Morgan" qui étaient exécutées par les joueurs NFL lors de matchs de saison régulière étaient suivies d'un don de 10 000 dollars à l'organisation Gridiron Greats laquelle aide financièrement les joueurs NFL retraités en difficulté. La ligue de football ayant rapidement banni cette campagne, Celek ne sera finalement pas sanctionné.
Le 1er décembre 2009, Celek signe une extension de contrat qui le lie avec les Eagles jusqu'à la saison 2016.
Le 27 décembre 2009 en 16e semaine contre les Broncos de Denver, Celek réussit 4 réceptions, gagne 121 yards et inscrit 1 touchdown. Il réussit ainsi un troisième match avec un gain de plus de 100 yards comme tight end et inscrit, à cet instant, le plus long touchdown de sa carrière avec 47 yards.
Au terme de la saison, il affiche un bilan de 76 réceptions (plus grand total de l'équipe) pour un gain cumulé de 971 yards et 8 touchdowns. Ses performances lui permettent d'être sélectionné dans l'équipe 2009 du quotidien USA Today. Ses 76 réceptions constituent un record de la franchise pour un tight end. 
Le quarterback titulaire des Eagles depuis onze ans Donovan McNabb est transféré en fin de saison chez les Redskins de Washington. Il est remplacé par le quarterback Michael Vick.

#### Saison 2010
Au terme de la saison 2010 de la NFL, Celek totalise 42 réceptions pour un gain cumulé de 511 yards tout en inscrivant 4 touchdowns. Il inscrit également le touchdown le plus long de sa carrière avec 65 yards contre les Giants de New York en 15e semaine.

#### Saison 2011
Celek termine la saison avec un gain de 811 yards à la réception. Il est devenu la cible favorite de Michael Vick. Il est un des trois joueurs des Eagles à avoir débuté les 16 matchs de la saison régulière (avec le tackle Todd Herremans et le centre rookie Jason Kelce. Durant l'intersaison, Celek est passager d'une voiture impliquée dans un accident dont le conducteur était sous l'influence de l'alcool. Il n'est pas blessé.

#### Saison 2012
Lors de la saison 2012 de la NFL, Celek réussi 57 réceptions, gagne 684 yards et inscrit un touchdown

#### Saison 2013
La saison 2013 des Eagles de Philadelphie marque l'arrivée du nouvel entraîneur Chip Kelly en remplacement d'Andy Reid. Celek termine la saison régulière avec 32 réceptions pour un gain cumulé de 502 yards et 6 touchdowns.
Lors du tour de wild card perdu contre les Saints de La Nouvelle-Orléans, Celek réceptionne deux des trois ballons qui lui sont adressés et gagne 16 yards.

#### Saison 2014
Alors qu'il va commencer sa huitième saison NFL en 2014, Celek est classé deuxième de l'histoire de sa franchise dans trois catégories majeures pour un tight end. Il se classe effectivement second derrière Pete Retzlaff, leader en termes de yards parcourus (4 050 yards), en termes de réceptions (322) et en termes de touchdowns (26).
Malgré son statut de titulaire, Celek ne gagne que 90 yards lors des huit premiers matchs de la saison. Utilisé majoritairement comme bloqueur, il connaît plusieurs matchs sans réception. Après la blessure du quarterback titulaire Nick Foles, Celek voit son total en réceptions augmenter rapidement avec l'aide du QB remplaçant Mark Sanchez. Il réussit sa meilleure performance avec ce dernier le 10 novembre 2014 à l'occasion du match joué contre les Panthers de la Caroline où il effectue 5 réceptions pour un gain de 116 yards. Celek marque également le seul touchdown de sa saison grâce à une passe d'un yard de Sanchez lors du match joué contre les Giants de New York en 17e semaine. 
Au terme de la saison, Brent Celek totalise 32 réceptions, 340 yards et 1 touchdown ce qui correspond à moins que la moitié du total réalisé par son coéquipier Zach Ertz.

#### Saison 2015
Malgré les qualités de receveur d'Ertz, Brent Celek conserve son poste de titulaire parce qu'il est plus habile à bloquer. Comme en 2014, Celek connaît un début de saison difficile. Il n'est ciblé qu'à une seule reprise. Cependant, en 4e semaine contre un rival de division, les Redskins de Washington, Celek inscrit le premier touchdown de sa saison à la suite d'une réception d'une passe de 10 yards du nouveau quarterback Sam Bradford. Celek poursuit avec 3 réceptions pour un gain cumulé de 44 yards et inscrit un nouveau touchdown contre les Saints. Il baisse de rythme contre les Panthers de la Caroline avec seulement 2 réceptions pour un gain de 11 yards ainsi que contre les Cowboys de Dallas où il n'effectuera aucune réception. néanmoins, lors de la prolongation de ce match, Celek réalise un bloc décisif sur Greg Hardy ce qui permet à son quarterback d'inscrire le touchdown gagnant. Le tight end des Eagles finit remarquablement la saison avec 4 réceptions pour 134 yards lors du match joué contre les Dolphins de Miami en 10e semaine, suivi de 7 réceptions pour 79 yards contre les Buccaneers de Tampa Bay et deux réceptions pour 10 yards et un touchdown contre les Lions de Détroit. Mark Sanchez débute deux de ces matchs et joue dans les trois, bien que Bradford soit à l'origine de trois des quatre réceptions de Celek contre Miami. Bien qu'il n'ait été ciblé qu'à 35 reprises (8e total de l'équipe), Brent Celek termine la saison avec 27 réceptions pour un gain cumulé de 398 yards (3e meilleur total de l'équipe) et 3 touchdowns (2e meilleur total à égalité de l'équipe).
Le 26 janvier 2016, Celek signe une extension de contrat de trois ans avec les Eagles pour 13 millions de dollars dont 6 millions garantis.

#### Saison 2016
Il joue les seize matchs de la saison régulière dont huit comme titulaire et enregistre 14 réceptions pour un gain de 155 yards mais n'inscrit aucun touchdown pour la première fois de sa carrière.

#### Saison 2017
Celek dispute les seize matchs de la saison mais n'enregistre que 13 réceptions pour un gain 130 yards n'inscrivant qu'un touchdown, soit les plus mauvaises statistiques de sa carrière. Cela s'explique par le rôle de plus en plus important pris par Zach Ertz au poste de tight end, Celek devenant réserviste ne remplaçant Ertz que lorsque ce dernier doit se reposer. Celek remporte sa première bague de champion grâce à la victoire 41 à 33 des Eagles sur les Patriots de la Nouvelle Angleterre à l'occasion du Super Bowl LII. Celek n'aura effectué aucune réception lors de ce match mais il aura néanmoins effectué un bloc important qui a permis au running back LeGarrette Blount d'inscrire un touchdown lors du second quart temps.
Le 13 mars 2018, Celek est libéré par les Eagles.

#### Retraite
Le 31 août 2018, Celek annonce qu'il prend sa retraite de joueur de la NFL.

### Carrière comme cadre
Le 7 février 2020, Celek est engagé comme consultant du département des opérations football chez les Eagles où il rejoint son ancien équipier Darren Sproles.

## Statistiques
| Année       | Équipe                 | Statut      | MJ |     | Passes réceptionnées | Passes réceptionnées | Passes réceptionnées | Passes réceptionnées |       | Courses | Courses | Courses | Courses |
| Année       | Équipe                 | Statut      | MJ | Nb. | Yards                | Moy.                 | TD                   | Nb.                  | Yards | Moy.    | TD      |         |         |
| 2003        | Bearcats de Cincinnati | Fr.         | 12 | 02  | 039                  | 19,5                 | 0                    | 0                    | 0     | 0       | 0       |         |         |
| 2004        | Bearcats de Cincinnati | So.         | 11 | 22  | 254                  | 11,5                 | 8                    | 0                    | 0     | 0       | 0       |         |         |
| 2005        | Bearcats de Cincinnati | Jr.         | 11 | 32  | 361                  | 11,3                 | 3                    | 0                    | 0     | 0       | 0       |         |         |
| 2006        | Bearcats de Cincinnati | Sr.         | 13 | 35  | 481                  | 13,7                 | 3                    | 0                    | 0     | 0       | 0       |         |         |
| Totaux NCAA | Totaux NCAA            | Totaux NCAA | 47 | 91  | 1 135                | 12,5                 | 14                   | 0                    | 0     | 0       | 0       |         |         |

| Année               | Équipe                 | MJ  |     | Passes réceptionnées | Passes réceptionnées | Passes réceptionnées | Passes réceptionnées |       | Courses | Courses | Courses | Courses |
| Année               | Équipe                 | MJ  | Nb. | Yards                | Moy.                 | TD                   | Nb.                  | Yards | Moy.    | TD      |         |         |
| 2007                | Eagles de Philadelphie | 16  | 16  | 178                  | 11,1                 | 1                    | 0                    | 0     | 0       | 0       |         |         |
| 2008                | Eagles de Philadelphie | 16  | 27  | 318                  | 11,8                 | 1                    | 0                    | 0     | 0       | 0       |         |         |
| 2009                | Eagles de Philadelphie | 16  | 76  | 971                  | 12,8                 | 8                    | 0                    | 0     | 0       | 0       |         |         |
| 2010                | Eagles de Philadelphie | 16  | 42  | 511                  | 12,2                 | 4                    | 0                    | 0     | 0       | 0       |         |         |
| 2011                | Eagles de Philadelphie | 16  | 62  | 811                  | 13,1                 | 5                    | 0                    | 0     | 0       | 0       |         |         |
| 2012                | Eagles de Philadelphie | 16  | 57  | 684                  | 12,0                 | 1                    | 0                    | 0     | 0       | 0       |         |         |
| 2013                | Eagles de Philadelphie | 16  | 32  | 502                  | 15,7                 | 6                    | 0                    | 0     | 0       | 0       |         |         |
| 2014                | Eagles de Philadelphie | 16  | 32  | 340                  | 10,6                 | 1                    | 0                    | 0     | 0       | 0       |         |         |
| 2015                | Eagles de Philadelphie | 16  | 27  | 398                  | 14,7                 | 3                    | 0                    | 0     | 0       | 0       |         |         |
| 2016                | Eagles de Philadelphie | 16  | 14  | 155                  | 11,1                 | 0                    | 0                    | 0     | 0       | 0       |         |         |
| 2017                | Eagles de Philadelphie | 16  | 13  | 130                  | 10,0                 | 1                    | 0                    | 0     | 0       | 0       |         |         |
| Totaux NFL / Eagles | Totaux NFL / Eagles    | 175 | 398 | 4 998                | 12,6                 | 31                   | 0                    | 0     | 0       | 0       |         |         |

| Année               | Équipe                 | MJ |     | Passes réceptionnées | Passes réceptionnées | Passes réceptionnées | Passes réceptionnées |       | Courses | Courses | Courses | Courses |
| Année               | Équipe                 | MJ | Nb. | Yards                | Moy.                 | TD                   | Nb.                  | Yards | Moy.    | TD      |         |         |
| 2008                | Eagles de Philadelphie | 3  | 19  | 151                  | 07,9                 | 3                    | 0                    | 0     | 0       | 0       |         |         |
| 2009                | Eagles de Philadelphie | 1  | 03  | 059                  | 19,7                 | 0                    | 0                    | 0     | 0       | 0       |         |         |
| 2010                | Eagles de Philadelphie | 1  | 02  | 025                  | 12,5                 | 0                    | 0                    | 0     | 0       | 0       |         |         |
| 2013                | Eagles de Philadelphie | 1  | 02  | 016                  | 08,0                 | 0                    | 0                    | 0     | 0       | 0       |         |         |
| 2017                | Eagles de Philadelphie | 3  | 01  | 06                   | 06,0                 | 0                    | 0                    | 0     | 0       | 0       |         |         |
| Totaux NFL / Eagles | Totaux NFL / Eagles    | 9  | 27  | 257                  | 9,5                  | 3                    | 0                    | 0     | 0       | 0       |         |         |

## Vie privée
Brent Celek est le fils de Steve et Debbie Celek. Il est l'aîné d'une famille de cinq enfants. Son petit frère, Garrett (en), a joué tight-end pour les Spartans de Michigan State sous les ordres de l'entraîneur Mark Dantonio lequel avait entraîné Brent quand il jouait pour les Bearcats de Cincinnati. Bien qu'il n'ait pas été sélectionné lors de la draft 2012 de la NFL, Garrett signe avec les 49ers de San Francisco.